# Kirkus Reviews
Kirkus Reviews est une revue littéraire américaine fondée en 1933 par Virginia Kirkus (en). Sa politique éditoriale inclut tout ce qui a trait aux librairies, aux éditeurs, aux auteurs et au cinéma. Elle est publiée le 1er et le 15 de chaque mois, aperçus des livres avant leur parution. Elle évalue plus de 10 000 titres par an,.
Depuis 2014, elle a décerne des prix littéraires, doté de 50 000 dollars pour des auteurs de fiction, sciences humaines et littérature jeunesse.

## Histoire
Virginia Kirkus avait été embauchée par Harper & Row (anciennement Harper & Brothers) afin d'établir un département de littérature d'enfance et de jeunesse en 1926. En 1932, le département disparut comme mesure économique. Cependant, pendant l'année, Louise Raymond, la secrétaire de Kirkus embaucha, le département a de nouveau pu être dirigé. Or, Kirkus démissionna et établit par la suite son propre service de critique littéraire. À l'origine, elle prévit d'imprimer des épreuves d' "environ 20" exemplaires avant leur parution ; presque 80 ans plus tard, le servit reçut des centaines d'ouvrages par semaine et en examina environ 100.
Intitulé Bulletin dans un premier temps par Kirkus' Bookshop Service de 1933 à 1954, le titre changea en Bulletin from Virginia Kirkus' Bookshop Service à partir du 1er janvier 1955, le numéro suivant, et successivement raccourci en Virginia Kirkus' Service, avec le numéro du 1er janvier 1969.
En 1985, Anne Larsen a été amenée en tant que rédactrice de fiction, puis rédactrice en chef de Kirkus jusqu'en 2006. Elle modifia la composition des critiques ainsi que leur style dans le but d'y apporter plus de lisibilité, concision, précision et impact.

## Possession
Kirkus Reviews a été vendu au New York Review of Books en 1970, puis vendu par le Review à Barbara Bader et Josh Rubins, ayant été les éditeurs intellectuels. En 1985, le consultant en revue James B. Kobak fit l'acquisition de Kirkus Reviews. David LeBreton acheta Kirkus à Kobak en 1993. Billboard, possédé par l'entreprise néerlandaise Nielsen, acheta Kirkus à LeBreton en 1999. En fin 2009, la société annonça la fin des opérations pour Kirkus.
La revue fut achetée par Nielsen le 10 février 2010 par l'homme d'affaires Herbert Simon. La société a été renommée Kirkus Media par la suite, et le vétéran de l'industrie du livre Marc Winkelman a été nommé éditeur.